# مونيكا رادولوفيتش
مونيكا رادولوفيتش (بالإنجليزية: Monika Radulovic)‏ (ولدت في 20 سبتمبر 1990) عارضة أسترالية وحاملة لقب ملكة جمال التي توجت به عن مسابقة ملكة جمال كون أستراليا 2015, ومثلت أستراليا في مسابقة ملكة جمال الكون 2015.

## روابط خارجية
- Miss Universe Australia Official website
- See Miss Universe Australia Monika Radulovic interviews
- Monika Radulovic reveals what really happened at the Miss World 2016
- Miss Universe profile